# Bronte Barratt
Bronte Amelia Arnold Barratt (ur. 8 lutego 1989 w Brisbane) – australijska pływaczka specjalizująca się w stylu dowolnym, czterokrotna medalistka igrzysk olimpijskich i wielokrotna medalistka mistrzostw świata.

## Kariera pływacka
Swój pierwszy medal na międzynarodowych zawodach zdobyła podczas mistrzostw świata w Montrealu w 2005 roku. W sztafecie 4 × 200 m stylem dowolnym wywalczyła srebrny medal. Rok później, z mistrzostw świata na krótkim basenie wróciła ze złotem w sztafecie kraulowej 4 × 200 m i srebrem na dystansie 400 m stylem dowolnym (4:03,29).
W 2007 roku na mistrzostwach świata w Melbourne startowała na 200 i 400 m kraulem. W pierwszej z tych konkurencji uzyskała czas 1:59,12 i zajęła dziesiąte miejsce. Na 400 m stylem dowolnym z czasem 4:08,99 była również dziesiąta.
Podczas mistrzostw świata na krótkim basenie w 2008 roku w Manchesterze zdobyła brązowy medal w sztafecie kraulowej 4 × 200 m). Kilka miesięcy później na igrzyskach olimpijskich w Pekinie wywalczyła złoty medal w sztafecie 4 × 200 m stylem dowolnym. Płynąc razem ze Stephanie Rice, Kylie Palmer i Lindą Mackenzie ustanowiła rekord świata wynikiem 7:44,31. W konkurencji 200 m kraulem z czasem 1:57,83 zajęła siódme miejsce ex aequo z reprezentantką Francji Ophélie-Cyrielle Étienne. Na dystansie 400 m stylem dowolnym także uplasowała się na siódmej pozycji, uzyskawszy czas 4:05,05.
Rok później startowała na mistrzostwach świata w Rzymie, ale nie udało jej się zdobyć medalu. Australijska sztafeta 4 × 200 m stylem dowolnym zajęła piąte miejsce (7:46,85). Barratt płynęła także w konkurencji 400 m kraulem z czasem 4:15,62 plasując się na 27. miejscu.
W 2011 roku podczas mistrzostw świata w Szanghaju w sztafecie 4 × 200 m stylem dowolnym wywalczyła srebrny medal. Na dystansie 200 m kraulem zajęła piąte miejsce, uzyskawszy czas 1:56,60. W konkurencji 400 m stylem dowolnym była jedenasta (4:08,62).
Na igrzyskach olimpijskich w Londynie w 2012 roku zdobyła srebrny medal w sztafecie kraulowej 4 × 200 m. Na dystansie 200 m stylem dowolnym uzyskała czas 1:55,81 i wywalczyła brąz. Startowała również na 400 m kraulem, gdzie zajęła 12. miejsce (4:07,99).
Podczas mistrzostw świata w Barcelonie wraz z Kylie Palmer, Brittany Elmslie i Alicią Coutts zdobyła srebrny medal w sztafecie 4 × 200 m stylem dowolnym. Na dystansie 200 m stylem dowolnym nie zakwalifikowała się do finału i z czasem 1:57,18 zajęła ostatecznie 12. miejsce. W konkurencji 400 m stylem dowolnym uplasowała się na 13. miejscu (4:09,65).
Na mistrzostwach świata w 2015 roku płynęła w eliminacjach sztafet kraulowych 4 × 100 m. Otrzymała złoty medal po tym jak Australijki zwyciężyły w finale. Brała też udział w sztafecie 4 × 200 m stylem dowolnym, która zajęła szóste miejsce.
Rok później podczas igrzysk olimpijskich w Rio de Janeiro razem z Leah'ą Neale, Emmą McKeon i Tamsin Cook wywalczyła srebrny medal w sztafecie 4 × 200 m stylem dowolnym. Indywidualnie wystartowała w konkurencji 200 m stylem dowolnym i zajęła w niej piąte miejsce ex aequo z Chinką Shen Duo. Obie pływaczki uzyskały czas 1:55,25.

### Rekordy świata
| Data             | Miejsce | Konkurencja               | Rezultat | Status                   |
| ---------------- | ------- | ------------------------- | -------- | ------------------------ |
| 14 sierpnia 2008 | Pekin   | 4 × 200 m stylem dowolnym | 7:44,31  | do 30 lipca 2009 · Chiny |

## Życie prywatne
Jest wnuczką Margaret Johnson – australijskiej lekkoatletki, olimpijki.

## Odznaczenia
- Order Australii – 2009[25]